# Pokrewieństwo

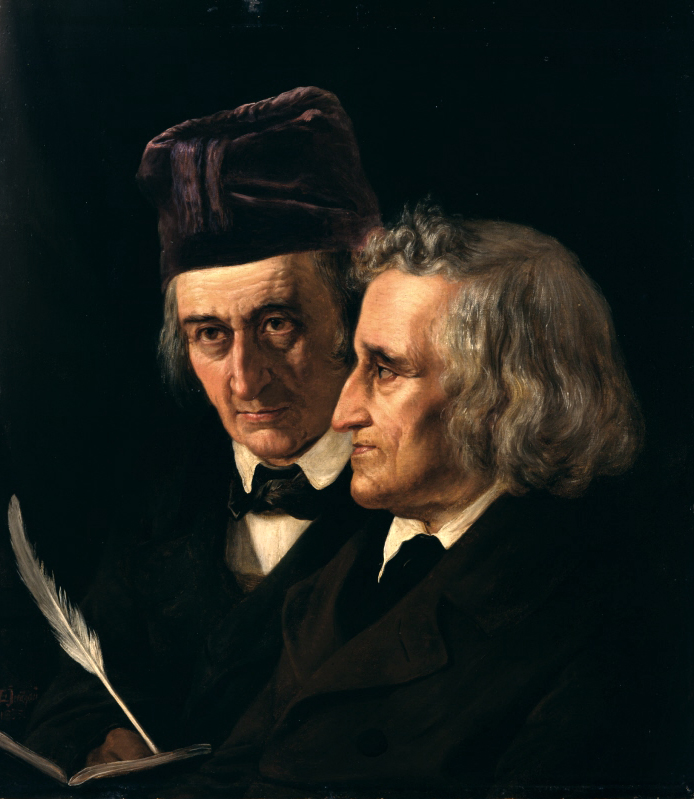
Bracia Grimm: Wilhelm (po lewej) i Jacob (po prawej)

Pokrewieństwo – relacja pomiędzy osobami lub osobnikami mającymi wspólnego przodka (prawn. wstępnego). Bliskość tej relacji określa stopień pokrewieństwa. Pokrewieństwo ma istotne znaczenie w prawie. 
Zachowania seksualne pomiędzy osobami spokrewnionymi określa się mianem kazirodztwa. W przypadku hodowli zwierząt, kojarzenie osobników spokrewnionych to chów wsobny.
Relacje pomiędzy członkami rodzin małżonków określa się mianem powinowactwa.